# Méthode des indivisibles
 (janvier 2021).
Si vous disposez d'ouvrages ou d'articles de référence ou si vous connaissez des sites web de qualité traitant du thème abordé ici, merci de compléter l'article en donnant les références utiles à sa vérifiabilité et en les liant à la section « Notes et références ».

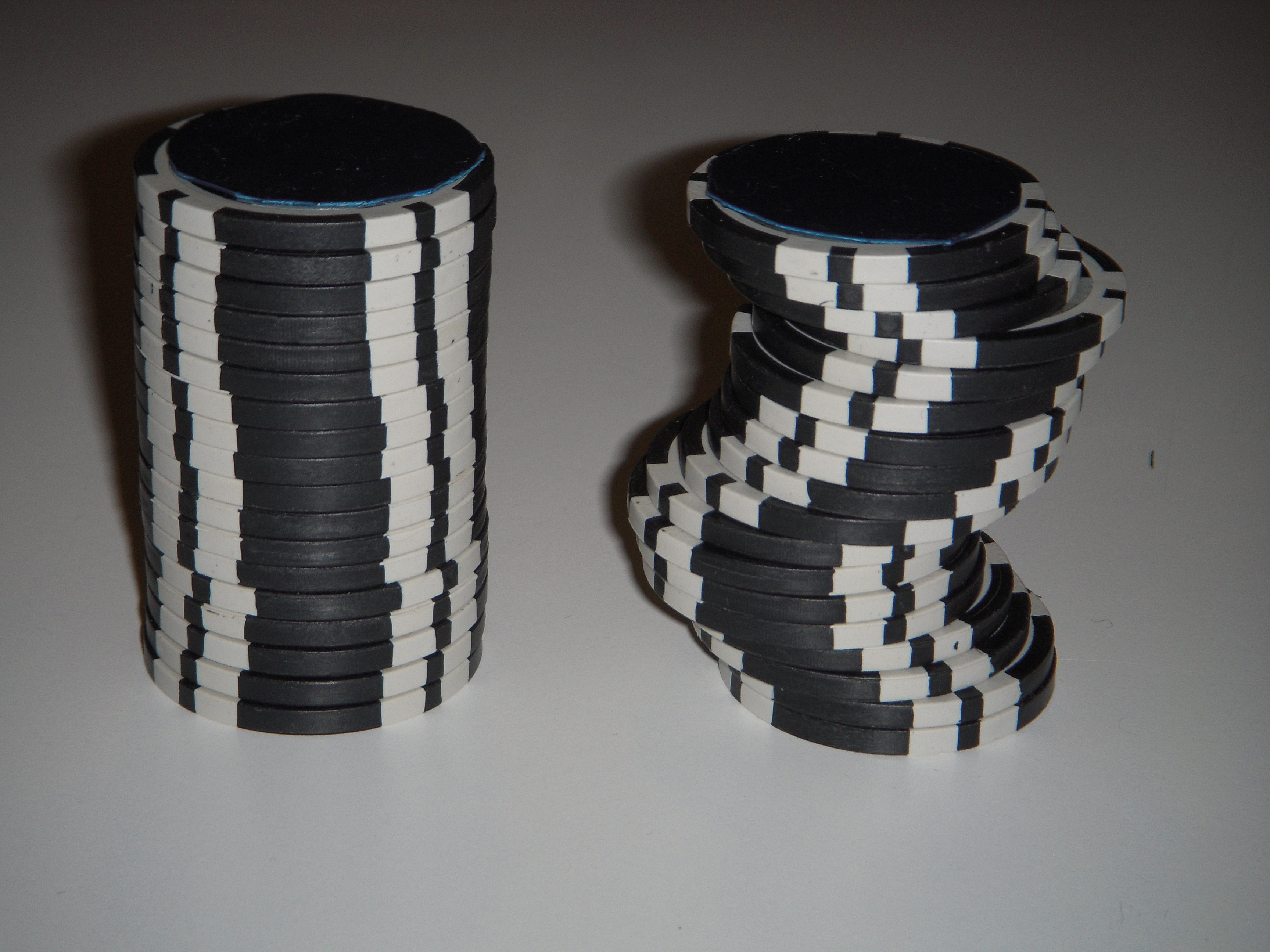
Illustration du principe de Cavalieri : les deux piles de jetons ont même volume car leurs sections par des plans parallèles sont de même aire.

En géométrie, la méthode des indivisibles ou principe de Cavalieri est une méthode de calcul d'aire et de volume inventée par Bonaventura Cavalieri au XVIIe siècle, développée par Gilles Personne de Roberval, Evangelista Torricelli et Blaise Pascal, plus efficace que la méthode d'exhaustion d'Archimède mais aussi plus risquée à appliquer. On peut la considérer comme l'ancêtre du calcul intégral, développé quelque temps après par Leibniz et Newton.

## Principe de Cavalieri
Le principe est énoncé par Liu Hui au IIIe siècle puis par Bonaventura Cavalieri au XVIIe siècle.
Une surface est une juxtaposition de lignes parallèles. Pour Cavalieri, des lignes parallèles sont des segments de droites parallèles ou des arcs de cercles concentriques. Chaque ligne est appelée un indivisible de la surface à quarrer. Si deux surfaces sont constituées de lignes de mêmes longueurs, elles ont même aire.
Un principe analogue existe pour les volumes et établit que les volumes de deux objets sont égaux si les sections transversales correspondantes sont, dans tous les cas, égales. Deux sections transversales correspondent si elles sont des intersections de l'objet avec des plans équidistants d'un plan de base donné.

## Exemples d'utilisation

### Calculs d'aires
La méthode est d'une très grande efficacité pour retrouver l'aire du disque de rayon R et l'aire de la spirale d'Archimède.

#### Aire du disque

Le disque est constitué de cercles concentriques dont la longueur est 2πr où r varie de 0 à R. Ces cercles sont les indivisibles du disque.
Un triangle de base L = 2πR et de hauteur R est aussi constitué de lignes de longueur 2πr où r varie de 0 à R. Ces segments sont les indivisibles du triangle.
Ces deux surfaces ont des indivisibles de même longueur, elles ont donc même aire. L'aire du triangle est base × hauteur / 2 = (2πR × R)/2 = πR2.

#### Aire de la spirale d'Archimède

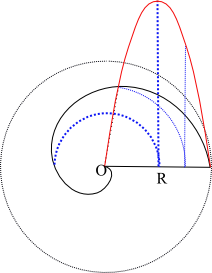

La spirale d'Archimède est obtenue en déplaçant un point sur un segment de droite selon un mouvement uniforme tandis que la droite tourne autour d'un point selon un mouvement uniforme. Archimède démontre péniblement que l'aire de la spirale est égale au tiers de l'aire du disque qui la contient.
Cavalieri découpe la spirale en arcs de cercle qu'il redresse en segments. Le principe de construction de la spirale d'Archimède permet de dire que si l'arc de cercle a pour angle au centre t (exprimé en radian), son rayon est {\displaystyle R\left(1-{\frac {t}{2\pi }}\right)}. La longueur de l'arc de cercle est donc {\displaystyle Rt\left(1-{\frac {t}{2\pi }}\right)} où t est un angle variant de 0 à 2π.
Les segments redressés sont donc les indivisibles d'une parabole de base R et de hauteur πR/2. Depuis Archimède, on sait que l'aire d'une telle surface est égale au 2/3 du rectangle qui la contient.
La parabole et la spirale sont constituées d'indivisibles de même longueur. Leurs aires sont égales. L'aire de la spirale est donc
{\displaystyle {\frac {2}{3}}R\times {\frac {\pi R}{2}}={\frac {\pi R^{2}}{3}}.}

### Calculs de volumes
La méthode des indivisibles permet de déformer des sections. Si leur aire est inchangée alors le solide et le solide déformé ont même volume. Cette méthode est très efficace pour démontrer, par exemple, que le volume d'un cône quelconque est égal au tiers du volume du cylindre de même hauteur et de même base.

#### Volume d'un cône
Dans la figure ci-dessus, chaque section est déformée en un rectangle de même aire et de largeur a. Les propriétés de proportion sur les surfaces assurent que
{\displaystyle {\frac {S'}{S}}={\frac {h^{2}}{H^{2}}}.}
La courbe dessinée dans le deuxième solide est donc une parabole. Le deuxième solide est un cylindre de base le triangle curviligne et de hauteur a. Depuis Galilée, on sait que l'aire de ce triangle curviligne est égale à {\displaystyle {\frac {{\text{base}}\times {\text{hauteur}}}{3}}}. Ici l'aire du triangle curviligne est donc {\displaystyle {\frac {H\times S/a}{3}}}. Le volume du cylindre de droite (donc du cône de gauche) est par conséquent {\displaystyle {\frac {H\times S}{3}}}.

#### Volume d'une boule
Torricelli, reprenant des méthodes analogues, redémontre que le volume du bol est égal à celui d'un cône de révolution. Le bol est obtenu en faisant tourner un rectangle de dimension 2R × R, privé du demi-disque de rayon R, autour de sa plus petite médiane. Le cône est obtenu en faisant tourner un triangle isocèle rectangle de côté R autour d'un côté de l'angle droit.
Torricelli démontre que les sections du bol (rose) et du cône (jaune) ont même aire à une distance h du sommet du cône.
La section du cône est un disque de rayon h donc Scône = πh2.
La section du bol est une couronne de rayons R et {\displaystyle {\sqrt {R^{2}-h^{2}}}} donc Sbol = πR2 – π(R2 – h2) = πh2.
Les sections ayant même aire, les solides ont même volume.
Par conséquent, le volume du bol est égal à {\displaystyle {\frac {R\times S}{3}}} où S = πR2 est l'aire de la base du cône, celui de la demi-boule est (par complémentarité dans le cylindre) {\displaystyle R\times S-{\frac {R\times S}{3}}={\frac {2RS}{3}}} et celui de la boule entière est {\displaystyle {\frac {4RS}{3}}={\frac {4\pi R^{3}}{3}}}.
Ces méthodes où les plans de coupe sont les mêmes d'un solide à l'autre représentent la forme la moins risquée de la méthode des indivisibles. Mais elles soulèvent cependant des interrogations : Galilée trouve paradoxal que la dernière section du cône soit un point et que celle du bol soit un cercle : il lui semble que le point et le cercle ne peuvent pas avoir même dimension.

## Paradoxe des indivisibles

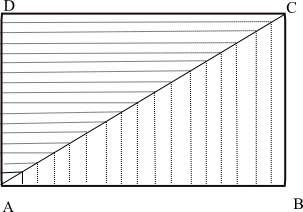

Cavalieri est bien conscient que sa méthode comporte des risques. En effet, selon son principe, si les indivisibles sont dans un rapport k entre deux figures, leurs aires sont aussi dans un rapport k. Or, ce principe permettrait de dire que l'aire du triangle ABC et celle du triangle ADC seraient en rapport k = l / L, alors que l'on sait que ces deux aires sont égales.
Cavalieri pense que ce paradoxe provient du fait que son découpage ne suit pas les mêmes directions mais sent bien à la découverte d'autres paradoxes que sa méthode comporte un risque. Son élève Torricelli pressent la solution en donnant une épaisseur aux indivisibles ouvrant ainsi la porte au calcul intégral : pour Torricelli, les indivisibles du triangle ABC sont plus épais que ceux du triangle ADC.
Pascal, dans son Traité de la roulette (1659), traite correctement de cette « épaisseur » et énonce même la méthode d'intégration par parties. Mais, tous ces calculs restent dans le domaine de la combinatoire : un pas de plus est nécessaire pour prendre en compte les découpages inégaux. La notion de changement de variable est présente chez Isaac Barrow à la même époque (1660), mais c'est avec Gottfried Wilhelm Leibniz que le « calculus » s'épanouit. Inversement, le calcul ombral de Gian-Carlo Rota fera resurgir le lien entre combinatoire-calcul discret et analyse.[réf. souhaitée]